# Joseph Henrich
Joseph Henrich (nascido em 1968) é um professor de biologia evolutiva humana na Universidade de Harvard. Antes de chegar a Harvard, Henrich foi professor de psicologia e economia na Universidade da Colúmbia Britânica. Ele está interessado na questão de como os humanos evoluíram de "primatas relativamente comuns há alguns milhões de anos para a espécie mais bem-sucedida do globo", e como a cultura moldou a evolução genética de nossa espécie.

## Biografia
Henrich é bacharel em antropologia e engenharia aeroespacial pela Universidade de Notre Dame, formado em 1991. De 1991 a 1993, ele trabalhou como Engenheiro de Sistemas de Teste e Avaliação para a General Electric Aerospace (vendida para a Martin Marietta em 1993) em Springfield, Virginia. Em 1995, ele obteve o título de mestre e, quatro anos depois, o doutorado em antropologia pela Universidade da Califórnia em Los Angeles.
Em 2015, foi nomeado Professor e Presidente do Departamento de Biologia Evolutiva Humana da Universidade de Harvard.

## Pesquisa
As áreas de pesquisa de Henrich incluem aprendizagem cultural, a evolução da cooperação, a estratificação social, o prestígio, a mudança tecnológica, a tomada de decisão econômica e a evolução do casamento monogâmico e da religião. No início de sua carreira, Henrich liderou equipes de antropólogos e economistas na condução de experimentos comportamentais para testar os fundamentos da teoria dos jogos em diversas sociedades ao redor do mundo. Esse corpo de pesquisa demonstrou que não apenas as previsões da teoria dos jogos padrão, enraizadas em suposições canônicas de interesse próprio, falharam em uma ampla gama de sociedades humanas, mas também falharam de maneiras diferentes em lugares diferentes.
A pesquisa de Henrich sobre as origens e evolução das religiões argumenta que as crenças, rituais e devoções que compõem as tradições religiosas foram moldadas não apenas pelo desenvolvimento previsível de características das mentes humanas, mas também pela competição entre grupos. A competição intergrupal teria favorecido crenças sobrenaturais e práticas rituais que aumentavam a cooperação, harmonia ou solidariedade dentro do grupo. Com base na observação de que a maioria das sociedades humanas permitiu a poligamia, Henrich argumentou que a monogamia normativa se espalhou culturalmente porque reduz a competição entre homens e, assim, promove o sucesso na competição com outras sociedades.
A pesquisa de Henrich documentou e procurou explicar as diferenças psicológicas entre populações ao redor do mundo. Este trabalho argumenta que os participantes mais comumente usados em pesquisas psicológicas e comportamentais não são apenas um único tipo de população dentro de um espectro global, mas que são particularmente psicologicamente peculiares. Para aumentar a consciência dos pesquisadores sobre esta questão, Henrich e seus colaboradores apelidaram as populações mais comumente utilizadas para pesquisas psicológicas e comportamentais como "WEIRD", um acrônimo que significa ocidental, educado, industrializado, rico e democrata, e resume o histórico da maioria dos participantes de pesquisas psicológicas.